# 敏珠尔·洛桑华旦依西
敏珠尔·洛桑华旦依西（藏語：བལོ་བཟང་དཔལ་ལདན་ཡི་ཤེས，威利转写：blo bzang dpal ldan ye shes；1981年—）藏族，青海省海南藏族自治州贵南县沙沟乡多让村人，第九世（不计追认）敏珠尔活佛。

## 生平
1981年农历十二月五日，出生在贵南县沙沟乡多让村。父亲名叫桑吉尖措，母亲名叫南措吉。他的俗名是“吉厚先”（藏语，意为“铁旦儿”，即“一生无折磨”之意）。小时候曾经在村办小学读书。被迎请到广惠寺坐床前，在化隆县德扎寺当完德。
在敏珠尔活佛转世灵童寻访工作领导小组的领导下，寻访小组经过3个月寻访，将他初选为三位转世灵童候选人之一。1995年10月4日，在塔尔寺大金瓦殿举行金瓶掣签仪式，确定他为第八世敏珠尔活佛的转世灵童。他属鸡，1995年15岁。1995年11月4日，他被迎到大通回族土族自治县的广惠寺坐床，自此结束了自第八世敏珠尔活佛圆寂后35年广惠寺无寺主的情况。
第九世敏珠尔活佛拜麻成烈活佛为经师。1999年，他曾经赴青海省最高佛教学府塔尔寺佛学院第一届大专班学习。2000年6月、7月，国家民委副主任牟本理、国家宗教局副局长杨国祥、青海省民委主任李庆来到广惠寺同敏珠尔活佛交谈，勉励他当爱国爱教、学识渊博的活佛。第九世敏珠尔活佛自坐床以来，担任历届政协大通回族土族自治县委员会委员，并且享受政府津贴。2010年2月11日，中共大通回族土族自治县委副书记、县长张永海，县委常委、副县长何明星等人来到广惠寺，看望慰问广惠寺第九世敏珠尔活佛。